# Hira (Bible)
Pour les articles homonymes, voir Hira.
Hira (hébreu : חִירָה) est un personnage biblique. Apparaissant par deux fois dans le récit de Juda et Tamar, aux côtés de Juda, il y est ami ou berger selon les traductions, jouant un rôle mineur qui sera amplifié dans les interprétations ultérieures.

## Hira dans la Bible
Hira est, dans la version massorétique du texte biblique, un homme adoullamite (ish adoullami) auprès duquel se rend Juda lorsqu'il descend de ses frères. En vertu des usages de l'époque, attestées hors de la Bible dans lettres d'Al Amarna, la concomitance du titre ish et d'un nom de lieu indique souvent qu'il est un notable. Diverses traditions juives font équivaloir son nom à Hiram qui serait lui-même l'abréviation d'Ahiram (mon frère est puissant,  cf. Abram et Amram). Il l’accompagne lors de la fête de la tonte à titre de compagnon (reè)— le rèè est dans la Bible et en particulier dans le livre de la Genèse un second — et assiste à l’échange entre Juda et celle qu’ils prennent pour une prostituée (zona) ; c’est sans doute à ce titre de témoin oculaire qu’il est envoyé par Juda pour donner son salaire à la prostituée (kedesha) rencontrée à la croisée des chemins mais il revient bredouille de sa mission. Les termes employés par le texte hébraïque, ish et reè suggèrent un certain statut, l’ish dénotant un notable local et le reè un compagnon royal.
Cependant, pour la Septante, Iras est un Odollamite (litt. « un certain homme d’Odollam ») et un pâtre — cette lecture pourrait trouver sa source dans la lecture différente d’un texte consonantique non-vocalisé, le traducteur comprenant en Genèse 38:12 roè (« berger ») plutôt que reè, d’autant plus que le contexte est une fête pastorale,. Cette lecture est couramment acceptée par les traductions et réinterprétations gréco-latines de Genèse 38. Cependant elle se retrouve dans les Targoumim judéo-araméens, la Peshitta et les Targoumim samaritains qui portent ḥevra ou reʿama, c’est-à-dire « ami » (la Bible samaritaine permet quant à elle les deux lectures) ; le récit d’Amnon et Tamar — qui s’inspire de Genèse 38 ou l’a selon certains inspiré — fait de plus intervenir un reè dans l’intrigue. Il semble donc que la lecture reè soit l’originale et roè une interprétation dans l’esprit des prophéties de Michée.
En effet, Hira n’apparaît plus dans la Bible mais il est vraisemblablement évoqué par Michée.

## Hira dans l’interprétation juive antique
Iras n’est pas mentionné nommément en Jubilés 41 qui élabore sur Genèse 38 mais il y apparaît comme un berger anonyme, chargé par Juda de remettre son salaire à Tamar.